# محاصره سارد
محاصره سارد (انگلیسی: Siege of Sardis) نبردی بود در سارد پایتخت امپراتوری لیدیه که در سال ۵۴۷ پیش از میلاد، بین کوروش بزرگ و کرزوس روی داد. در این جنگ هخامنشیان پیروز شدند.
پس از پیروزی پارسیان بر مادها و در اختیار گرفتن منابع انسانی و مالی آن‌ها توازن قدرت در ناحیهٔ خاور نزدیک بهم خورد. کرزوس پادشاه لیدی ضعف دولت ماد را فرصت مناسبی برای کشور گشایی دید او پس از عبور از کاپادوکیه به ناحیهٔ پتریا (بغاز کوی امروزی) رسیدو جنگی میان دو سپاه پارسی و لیدی درگرفت. با فرا رسیدن زمستان هر دو سپاه عقب‌نشینی کرند و کرزوس به امید کمک گرفتن از متحدان خود (مصر-بابل-اسپارت) سپاهیان را منحل و به لیدیه فرستاد زیرا گمان می‌کرد عبور از کوه‌ها آن هم در فصل سرما برای ایرانیان دشوار باشد فارغ از آن که کوروش به تعقیب سپاه لیدی پرداخت و سپاهیان مجبور به عقب‌نشینی تا سارد پایتخت لیدیه شدند و ایرانیان شهر را یه مدت دو هفته محاصره کردند و سپس شهر سقوط کرد. در یکی از رویداد نامه‌های بابلی زمان حرکت لشکر پارسیان به سوی لیدی سال‌های ۵۴۷ و ۵۴۶ ق. م ذکر شده‌است اما تاریخ دقیق فتح سارد مشخص نیست زیرا بخشی‌هایی از رویداد نامه که حاوی این مضامین بوده باقی نمانده‌است.
پس از فتح سارد کوروش به همراه کرزوس به اکباتان برگشت و طبق سنت تسامح با ملل شکسن خورده اورا به سمت مشاور دربار منسوب گردانید و یکی از مقامات لیدی به نام پاکتیاس رابه خزانه داری سارد گماشت تا تحت فرمان تابالوس فرماندهٔ ایرانی باشد اما افزایش قدرت و ثروت به پاکتیاس این فرصت را داد تا با کمک شهرهای یونان شورشی ترتیب دهد. کوروش در پاسخ سردار خود مازارس را به تعقیب آن فرستاد او توانست پری ین را فتح کند اما به دست خیوس کشته شد. پس آن سپاه ایران به فرماندهی هارپاگ شهرهای یونانی کاریا-کائونیا و لیسیا را تصرف کند و این گونه لیدی به مرکزیت سارد به یکی از ساتراپی‌های ایران درآمد.